# Luna Rival
Pour les articles homonymes, voir Rival.
Luna Rival (nom de scène) est une actrice pornographique française, née le 24 janvier 1997 à Dijon.

## Biographie
Luna Rival s'est dans un premier temps tournée vers des études d'hôtellerie, mais a très vite été attirée par le monde du charme et de la photographie.
Elle attend ses 18 ans pour commencer à faire des shows webcam, puis des scènes en solo. Mais son ambition la pousse à se diriger vers le cinéma pornographique. Luna Rival tourne sa première scène fin août 2015, avec French Bukkake, sous le pseudonyme de Luna Loup. Elle collabore à ses débuts avec le réalisateur John B. Root, avant d'apparaître dans des grosses productions comme Marc Dorcel, Private, Brazzers, Kink et Legal Porno. Elle joue alors avec des acteurs renommés tels que Rocco Siffredi, Ian Scott, Steve Holmes, Bruno Sx ou encore David Perry. Sous contrat avec Brillbabes (la plus grande agence pornographique d'Europe, basée à Budapest) et ATMLA (à Los Angeles), Luna devient dès ses 19 ans l'une des vedettes françaises du genre, se spécialisant dans le registre « teen », c'est-à-dire la fausse adolescente coquine,. Elle tient un des rôles principaux des films EquinoXe, Solstix et La Fleuriste et travaille également pour Jacquie et Michel.
Luna Rival fait aussi ses débuts dans le cinéma traditionnel avec le film d'horreur britannique Outbreak of the Dead (2017). En juin de la même année, elle est marraine du salon de l’érotisme Sosexy ! organisé à Besançon.
En 2018, elle joue avec Stella Cox dans un court métrage intitulé Cul d'Orsay, diffusé dans l'émission de télévision Crac Crac et Hollywood-boulard présentée par Monsieur Poulpe.
Trois ans plus tard, elle crée avec son conjoint sa production et son studio MLR PRODUCTION pour acronyme pour Marty Luna Rival Production.

## Profil
Son apparence physique a un côté juvénile, mais aussi "girl next door". Elle n'a subi aucune opération de chirurgie esthétique. 
Elle se définit comme une performeuse, explorant avec curiosité tous les genres du milieu X, notamment le SM avec des réalisations aussi artistiques, techniques que pornographiques. Elle tourne des scènes de doubles et triples pénétrations, ainsi que d'urophilie.
Travaillant notamment aux États-Unis pour les productions Reality Kings et Mofos, elle déclare vouloir poursuivre « tant que le public voudra d'elle ».

## Filmographie
- 2015 : French Bukkake avec Karine finette
- 2015 : EquinoXe de John B. Root[7]
- 2015 : Justine 19 ans (Fred Coppula Prod)
- 2015 : La Fleuriste (Les Compères)
- 2015 : La Nouvelle Stagiaire et le maître Thom Nael (JTC Vidéo)
- 2016 : La Petite Effrontée de Fabien Lafait (JTC Vidéo)
- 2016 : Sex Tape (France Interdite)
- 2016 : Ines Escorte de Luxe de Hervé Bodilis (Dorcel)
- 2016 : Les Prédatrices et Jean Louis Chipie
- 2016 : Yoga Is The New Sexy (Private)
- 2017 : Outbreak of the Dead[8]
- 2017 : La Petite Livreuse
- 2017 : La chasse est ouverte (Dorcel)
- 2017 : Art School (Private)
- 2017 : Anal Innocence 2 (Private)
- 2017 : 20 ans, elles passent enfin leur bac (Dorcel)
- 2018 : À nous les petites randonneuses (Dorcel)
- 2018 : Russian Institute - L'Effrontée (Dorcel)
- 2018 : Françaises et Insatiables (Dorcel)
- 2018 : Paris Sex Affaires (Private)
- 2019 : Intrompable (Dorcel)
- 2019 : Rebelles (Jacquie et Michel)
- 2019 : Just Between Us (Private)
- 2020 : La Machine à déboîter le temps (Canal+)
- 2021 : Les Confinées (Jacquie et Michel)

Une comédie nommée "elle est pas belle la vie" dans laquelle Luna joue a été annoncée en 2018 et devait sortir en 2019 mais est encore en cours de préparation en 2023 et devrait apparaitre en salle de cinéma.